# 巴塔叶蝉属
巴塔叶蝉属（学名：Alebrasca）为叶蝉科的一个属。

## 下属物种
本属包括以下物种：
- 弯茎巴塔叶蝉 Alebrasca actinidiae Hayashi & Okada, 1994
- 阔巴塔叶蝉 Alebrasca expansa (Dworakowska, 1995)